# 全国制服美少女グランプリ
全国制服美少女グランプリ（ぜんこくせいふくびしょうじょグランプリ）とは、Lyceen（リセアン）が発売したCDイラスト集のシリーズ。略称は制グラ。
本稿では、そのキャラクターを用いたゲームなどについても併せて扱う。

## 概要
1996年にパソコンソフトメーカーのリセアンによってリリースされた一連のシリーズ作品。アニメ調のタッチで描かれた女子高生のヘアヌードイラストを収録しており、Windows・Mac両対応のハイブリッドCD-ROMとフォトCDで発売された。ヘアヌードのイラストを売りにしているように、ヘア専門のアニメーターを動員していたことをスタッフが公式ファンブックで公表している。「制服美少女」とあるように制服姿のイラストもあり、制服カタログ的な趣きもある。
1996年4月26日に『全国制服美少女グランプリVol.0 横浜星蘭学園』を発売。Vol.1よりアニメーター・山田正樹をキャラクターデザインに起用し、日本をノース、イースト、ミドル、ウエスト、サウスと五つのエリアに分け、各地域ごとに7人の女子高生のキャラクターのイラストを収録したシリーズでVol.5までを発売。購入者の投票によって順位を決めるキャラクター人気投票を行い、『全国制服美少女グランプリVol.6 96グランドファイナル』はサウス、ノースの上位2名とその他のエリアの上位1名によって投票を行い、そこで1位になった女の子が優勝という企画だった。後にVol.1からVol.5のキャラクターを使用したゲームや小説も発売された。
1997年には『制グラ97』シリーズで計5作が発表された。『97』シリーズは全国より選ばれた7人の女子高生という設定で、Vol.1からVol.5までいずれもキャラクターデザインが異なっている。
オフィシャルファンクラブとして「空色倶楽部」が作られ、1998年から1999年までの間に会報誌も6号まで発行された。

## 全国制服美少女グランプリ
後発の『制グラ97』と区別するため、『制グラ96』と呼称される場合もある。

### 全国制服美少女グランプリVol.0 横浜星蘭学園
1996年4月26日に発売。Vol.0とあるようにプロトタイプ的な位置づけとなっている。横浜星蘭学園という架空の高校に在籍する7人の女子高生が登場。
西園寺麗子（さいおんじ れいこ）
9月3日生まれ。17歳。A型。名家のお嬢様。おっとりした性格。
大原みなみ（おおはら みなみ）
11月26日生まれ。17歳。B型。明るい性格のスポーツ娘。
星野香織（ほしの かおり）
7月18日生まれ。18歳。AB型。第56代星蘭学園生徒会長。気が強そう。
桜優子（さくら ゆうこ）
10月23日生まれ。17歳。A型。成績優秀でおとなしい眼鏡っ子。
浅野美麗（あさの みれい）
6月12日生まれ。17歳。O型。派手な外見の子。趣味はディスコとショッピング。
大木留美子（おおき るみこ）
1月1日生まれ。18歳。A型。明るくておっちょこちょいな普通の子。
飯島梨乃（いいじま りの）
4月16日生まれ。18歳。O型。最もスタイルが良い。

### 全国制服美少女グランプリVol.1 サウスエリアファイナル
1996年6月21日発売。中国・四国・九州地方代表。収録されているイラストのキャラクターは以下のとおり。
小田みゆき（おだ みゆき）
岡山県倉敷市出身。志学館学園在籍。8月17日生まれ。17歳。A型。
高橋あゆみ（たかはし あゆみ）
長崎県長崎市出身。順徳女学院在籍。1月14日生まれ。18歳。AB型。
萩原うらら（はぎわら うらら）
福岡県福岡市出身。博多新星学館在籍。3月26日生まれ。18歳。B型。
高梨直子（たかなし なおこ）
大分県別府市出身。青葉台女学館在籍。12月5日生まれ。17歳。O型。
山之上ゆり（やまのうえ ゆり）
香川県高松市出身。聖フェニックス女学園在籍。10月22日生まれ。17歳。A型。
安里美和（あざと みわ）
沖縄県那覇市出身。沖縄聖愛学園在籍。9月20日生まれ。16歳。B型。
秋山夕子（あきやま ゆうこ）
広島県広島市出身。広島ラ・セーヌ在籍。7月6日生まれ。18歳。AB型。

### 全国制服美少女グランプリVol.2 ノースエリアファイナル
1996年7月26日発売。北海道・東北地方代表。収録されているイラストのキャラクターは以下のとおり。
吉野友美（よしの ともみ）
北海道札幌市出身。札幌北洋学園在籍。9月9日生まれ。16歳。A型。
本城ありさ（ほんじょう ありさ）
宮城県仙台市出身。虹が丘女学館在籍。2月28日生まれ。18歳。O型。
安川玲奈（やすかわ れいな）
山形県山形市出身。山形緑台学園在籍。5月23日生まれ。17歳。AB型。
中井まみ（なかい まみ）
北海道函館市出身。函館マリアンヌ女学園在籍。1月28日生まれ。17歳。B型。
浅見純子（あさみ じゅんこ）
秋田県秋田市出身。優愛女学院付属在籍。10月29日生まれ。17歳。A型。
笹本成美（ささもと なるみ）
福島県郡山市出身。桜花女子学園在籍。12月5日生まれ。16歳。A型。
酒井由紀（さかい ゆき）
北海道小樽市出身。聖エリザベス学院在籍。3月29日生まれ。16歳。B型。

### 全国制服美少女グランプリVol.3 ミドルエリアファイナル
1996年9月27日発売。中部地方代表。収録されているイラストのキャラクターは以下のとおり。
杉山瑞穂（すぎやま みずほ）
山梨県甲府市出身。東部女子商業在籍。5月3日生まれ。18歳。AB型。
寺島真理奈（てらしま まりな）
新潟県新潟市出身。桃菊女子短大付属在籍。12月28日生まれ。16歳。A型。
伊藤咲（いとう さき）
石川県金沢市出身。金沢女学園在籍。6月28日生まれ。17歳。B型。
木本ゆかり（きもと ゆかり）
長野県軽井沢町出身。北軽井沢学院在籍。3月5日生まれ。17歳。O型。
竹内あゆみ（たけうち あゆみ）
三重県鈴鹿市出身。聖淑女学園在籍。4月7日生まれ。16歳。A型。
香川今日子（かがわ きょうこ）
静岡県清水市出身。英愛女学館在籍。7月25日生まれ。17歳。A型。
小泉瞳（こいずみ ひとみ）
愛知県名古屋市出身。セントマリー女学院在籍。11月11日生まれ。17歳。O型。

### 全国制服美少女グランプリVol.4 ウエストエリアファイナル
1996年12月13日発売。近畿地方代表。収録されているイラストのキャラクターは以下のとおり。
久保直子（くぼ なおこ）
大阪府堺市出身。境南ヶ丘学院在籍。5月11日生まれ。17歳。AB型。
峰岸るり子（みねぎし るりこ）
大阪府高槻市出身。啓徳実践学園在籍。9月27日生まれ。16歳。A型。
有森恵（ありもり けい）
奈良県生駒市出身。鹿鳴館女学院在籍。8月3日生まれ。16歳。B型。
石田渚（いしだ なぎさ）
兵庫県姫路市出身。育清女学館在籍。10月24日生まれ。17歳。B型。
谷口麻里（たにぐち まり）
和歌山県西牟婁郡白浜町出身。白浜女子短大付属在籍。1月28日生まれ。17歳。O型。
榊原千春（さかきばら ちはる）
兵庫県神戸市出身。セント・ジョゼフ女学園在籍。4月28日生まれ。18歳。O型。
沢田美奈子（さわだ みなこ）
京都府舞鶴市出身。舞鶴薬科大付属在籍。12月23日生まれ。17歳。A型。

### 全国制服美少女グランプリVol.5 イーストエリアファイナル
1997年4月11日発売。関東地方代表。収録されているイラストのキャラクターは以下のとおり。
滝口祥子（たきぐち しょうこ）
神奈川県横浜市本牧出身。横浜経済女子大付属在籍。1月17日生まれ。18歳。O型。
日比野聖奈（ひびの せいな）
東京都国立市出身。国立英明学園・国際部在籍。8月26日生まれ。17歳。AB型。
西野理沙（にしの りさ）
神奈川県鎌倉市出身。愛育女学館在籍。6月21日生まれ。17歳。B型。
宮沢麻由（みやざわ まゆ）
千葉県浦安市出身。美園第一学舎在籍。12月13日生まれ。17歳。A型。
中村ますみ（なかむら ますみ）
東京都目黒区自由が丘出身。目黒清華女学院在籍。10月12日生まれ。16歳。A型。
生沢杏子（いくさわ きょうこ）
茨城県水戸市出身。啓徳中央学園在籍。11月16日生まれ。17歳。O型。
藤木小百合（ふじき さゆり）
埼玉県浦和市出身。共立文化女子浦和校在籍。3月20日生まれ。16歳。B型。

### 全国制服美少女グランプリVol.6 96ザ・グランドファイナル
1997年12月12日に、CD-ROMおよびフォトCD3枚組で発売。Vol.1からVol.5までのイラストがほぼ網羅され、「グランドファイナル」用の書下ろしイラストやパソコンパラダイスの表紙を飾ったイラストも収録している。さらに高解像度のイラストデータも収録された。各エリア代表として人気投票で選出された7人のうち2人を選出し、総合グランプリを決定する。投票の結果、イーストエリアの生沢杏子がグランプリを獲得。
1999年10月8日には、「Find Love Best」として廉価版も発売されている。
| サウスエリア                     | ノースエリア        | ミドルエリア | ウエストエリア | イーストエリア |
| -------------------------------- | ------------------- | ------------ | -------------- | -------------- |
| 高梨直子 秋山夕子                | 吉野友美 本城ありさ | 寺島真理奈   | ■榊原千春      | ■生沢杏子      |
| ■はグランプリ、■は準グランプリ。 |                     |              |                |                |

## 制グラ97
Vol.5で『制グラ96』のシリーズが一段落したあとに開始された第2期シリーズ。各シリーズごとにキャラクターデザインが異なり、『96』のような人気投票やメディアミックス展開などは行われなかった。

### 制グラ97 第1章イノセントフォール
1997年9月26日発売。
浅岡ゆかり（あさおか ゆかり）
秋田県大館市出身（ノースエリア）。修命館大付属在籍。6月18日生まれ。 B型。
鮎川裕美（あゆかわ ゆみ）
鹿児島薩摩郡出身（サウスエリア）。白法学園在籍。12月28日生まれ。O型。
石原朋美（いしはら ともみ）
長野県松本市出身（ミッドエリア）。倖泉女子学院在籍。4月23日生まれ。A型。
片桐妙子（かたぎり たえこ）
京都府綾部市出身（ウエストエリア）。京都楽北義塾在籍。1月5日生まれ。A型。
栗原あやか（くりはら あやか）
広島県呉市出身（サウスエリア）。順徳実専女学院在籍。7月10日生まれ。AB型。
松尾千草（まつお ちぐさ）
栃木県足利市出身（イーストエリア）。青稜館女子在籍。4月27日生まれ。B型。
水谷あい（みずたに あい）
神奈川県相模原市出身（イーストエリア）。梢陽学館本牧校在籍。9月26日生まれ。AB型。

### 制グラ97 第2章 グローイングプリティ
1997年11月7日発売。
水森あずみ（みずもり あずみ）
佐賀県鳥栖市出身（サウスエリア）。鳥栖女学館在籍。5月3日生まれ。B型。
上岡千里（かみおか ちさと）
香川県高松市出身（ウエストエリア）。高松昇華大付属在籍。6月22日生まれ。AB型。
岡島奈美枝（おかじま なみえ）
東京都大田区出身（イーストエリア）。城南芸術学院在籍。12月10日生まれ。A型。
内海琴乃（うちうみ ことの）
富山県高岡市出身（ミッドエリア）。高岡第三女子在籍。11月6日生まれ。A型。
高村ヒロ（たかむら ひろ）
三重県四日市市出身（ミッドエリア）。四日市女子体育大付属在籍。12月19日生まれ。AB型。
有浦みゆき（ありうら みゆき）
宮城県石巻市出身（ノースエリア）。北石巻学園在籍。8月8日生まれ。A型。
朝霧麻衣（あさぎり まい）
福島県会津若松市出身（ノースエリア）。会津桜花女学院在籍。2月28日生まれ。B型。

### 制グラ97 第3章 シャイニングシャイ
1998年1月16日発売。
相原沙和子（あいはら さわこ）
北海道函館市出身（ノースエリア）。聖稜学院函館校在籍。11月1日生まれ。B型。
野添ちえみ（のぞえ ちえみ）
埼玉県川越市出身（イーストエリア）。啓陽台女子在籍。8月29日生まれ。B型。
児島悦子（こじま えつこ）
岩手県盛岡市出身（ノースエリア）。岩手育明館学院在籍。4月22日生まれ。A型。
堀口早苗（ほりぐち さなえ）
新潟県長岡市出身（ミッドエリア）。紅南文化大付属在籍。10月1日生まれ。AB型。
藤沢かすみ（ふじさわ かすみ）
長崎県平戸市出身（サウスエリア）。長崎清北女学院在籍。12月29日生まれ。O型。
岸本えり（きしもと えり）
兵庫県伊丹市出身（ウエストエリア）。神戸常星学園在籍。1月21日生まれ。A型。
平井真希子（ひらい まきこ）
岐阜県岐阜市出身（ミッドエリア）。第一美園学舎在籍。7月10日生まれ。AB型。

### 制グラ97 第4章チェリーブリーズ
1998年3月13日発売。
小田桐静（おだぎり しずか）
青森県青森市出身（ノースエリア）。青森芸術大付属在籍。9月23日生まれ。AB型。
佐倉みゆき（さくら みゆき）
大分県津久見市出身（サウスエリア）。津久見短期女子大付属在籍。9月28日生まれ。A型。
御子柴純（みこしば じゅん）
愛知県名古屋市出身（ミッドエリア）。漆原常西学院在籍。7月26日生まれ。B型。
門脇涼子（かどわき りょうこ）
高知県高知市出身（サウスエリア）。高知文化女学院在籍。6月4日生まれ。AB型。
藤枝まみ（ふじえだ まみ）
大阪府大阪市出身（ウエストエリア）。関西陽明学舎在籍。3月25日生まれ。O型。
朝倉友子（あさくら ともこ）
神奈川県横浜市出身（イーストエリア）。湾涼学舎東校在籍。12月1生まれ。B型。
浅利和美（あさり かずみ）
東京都品川区出身（イーストエリア）。西品川女学院在籍。3月3日生まれ。A型。

### 制グラ97 第5章ラストブライト
1998年8月28日発売。
城島あずさ （じょうしま あずさ）
北海道苫小牧市出身（ノースエリア）。苫小牧女学院在籍。6月21日生まれ。B型。
新井まみこ （あらい まみこ）
滋賀県大津市出身（ウエストエリア）。啓明学舎東校在籍。9月24日生まれ。B型。
柿沢えり （かきざわ えり）
福岡県北九州市出身（サウスエリア）。萩野女学院在籍。8月25日生まれ。AB型。
名嘉真成美 （なかま なるみ）
沖縄県那覇市出身（サウスエリア）。菱美台女学院在籍。11月8日生まれ。O型。
桜井加奈子 （さくらい かなこ）
奈良県奈良市出身（ウエストエリア）。愛徳教育大付属在籍。1月22日生まれ。A型。
岩崎明日香 （いわさき あすか）
石川県金沢市出身（ミドルエリア）。金沢明徳女学院在籍。3月16日生まれ。A型。
井手口沙織 （いでぐち さおり）
千葉県佐倉市出身（イーストエリア）。佐倉第一女子在籍。12月9日生まれ。AB型。

## 書籍
単行本イラスト集
ぶんか社より公式イラストレーション・ブックとして発売された。CDソフト版の約5倍の超高解像度でイラストが掲載されているほか、設定資料集も掲載されている。また、オリジナルテレホンカードが当たるプレゼント応募券やオリジナルプリクラシールなどの付録が付いていた。
制グラ96のVol.0と制グラ97第5章は書籍化されていない。
| タイトル                                               | 発売時期   | ISBNコード      |
| ------------------------------------------------------ | ---------- | --------------- |
| 全国制服美少女グランプリVol.1 サウスエリアファイナル   | 1997年12月 | ISBN 4821105845 |
| 全国制服美少女グランプリVol.2 ノースエリアファイナル   | 1998年02月 | ISBN 4821105926 |
| 全国制服美少女グランプリVol.3 ミドルエリアファイナル   | 1998年03月 | ISBN 4821105934 |
| 全国制服美少女グランプリVol.4 ウエストエリアファイナル | 1998年04月 | ISBN 4821105942 |
| 全国制服美少女グランプリVol.5 イーストエリアファイナル | 1998年05月 | ISBN 4821105950 |
| 制グラ97 第1章 イノセントフォール                      | 1998年09月 | ISBN 4821106264 |
| 制グラ97 第2章 グローイングプリティ                    | 1998年11月 | ISBN 4821106272 |
| 制グラ97 第3章 シャイニングシャイ                      | 1998年12月 | ISBN 4821106280 |
| 制グラ97 第4章 チェリーブリーズ                        | 1999年01月 | ISBN 4821106299 |

小説
ワニブックスより、CaRROT NOVELSのレーベルで『制グラ96』のキャラクターの恋模様を描いた小説が2巻出版されている。著者はもやひなた。同レーベルはアダルトゲームの小説化作品を多く出版しており、本作もややエッチな描写を含んだストーリーとなっている。挿絵には、キャラクターデザインを担当した山田正樹によるイラストが使用されている。
| タイトル                                  | 発売時期   | ISBNコード      |
| ----------------------------------------- | ---------- | --------------- |
| 全国制服美少女グランプリ サウスエリア編   | 1997年12月 | ISBN 4847032632 |
| 全国制服美少女グランプリ イーストエリア編 | 1998年01月 | ISBN 4847032624 |

## ゲーム
『制グラ96』のキャラクターを使ったゲームソフトとして6本が製作された。『ふぁっしょんタウン』と『Final Love』は『全国制服美少女グランプリ96 ザ・グランドファイナル』とともに1999年10月8日に「Find Love Best」として廉価版が発売されている。
また、『ファインドラブ雀』という脱衣麻雀ゲームの企画もあったが、このゲームの製作は行われなかった。

### 全国制服美少女グランプリ ふぁっしょんタウン
Windows・Mac両対応の2枚組ハイブリッドCD-ROMソフトとして、1997年7月25日発売。ジャンルはシミュレーション。『制グラ96』の女の子のうち7人が架空の街“ふぁっしょんタウン”の住人として登場。裸体のグラフィックが用いられているために18禁ゲームの扱いとなっているが、女の子とデートしながら服を選んで着せ替えを楽しんだり、いろいろなお店に行ってイメージ写真などを撮ってコミュニケーションを楽しむ、という内容のため、後述する『Find Love EX』、『Find Love EX2』のようにプレイヤーが操作するキャラクターと性行為に及ぶといった露骨な描写があるわけではない。
登場する女の子はサウスエリア1位の秋山夕子と3位の安里美和、ノースエリア1位の吉野友美、ミドルエリア2位の小泉瞳、ウエストエリア2位の沢田美奈子、イーストエリアからは藤木小百合と日比野聖奈の7人。なおイーストエリアの2人はゲーム開発時点で投票が終了していなかったため、パッケージ裏にあるキャラクター紹介では順位が書かれておらず、未集計となっている。
またこのゲームには『全国制服美少女グランプリvol.6 96ザ・グランドファイナル』の投票用紙が入っていた。

### 全国制服美少女グランプリ Find Love
『制グラ96』vol.1からvol.5のキャラクターを用いた恋愛アドベンチャーゲームで、同グランプリの各地域代表に選ばれた美少女達と交際する、というもの。オリジナルのセガサターン版は1997年10月2日に発売され、後にアーケード版やパソコン版も発売された。
ゲームはパズルパートとシミュレーションパートで構成されている。アドベンチャーパートで女の子を口説き、様々な種類のパズルを解いていく。日本の各地は5つのエリアに区切られ、1つの地域に約7人の女の子がいる。プレイヤーは選択した女の子を神経衰弱、ジグソーパズル、15パズル、間違い探しの4つのパズルパートと、アドベンチャーパートを順番に攻略しながらストーリーを進めていく。アドベンチャーパートで選択を間違えるとすぐにゲームオーバーとなる。パズルゲーム時のパズルのイラストには『制グラ』に収録されている女の子の下着姿や水着姿、パンチラシーンなどが使われている。セガサターン版は家庭用ゲーム機ということでヘアヌードのイラストは使用されていない。クリアした女の子の映像はファイリングボックスに保存される。パソコン版は18禁ゲームとなっていて全裸のイラストも使用されてはいるものの、ソフ倫の規定によりヘアの部分にはモザイクがかかっているかパンツを履かせているなどの修正がなされている。
作画はAIC、オープニング（OP）で使用されている主題歌「Find Love」およびBGMは元米米CLUBの下神竜哉が担当している。
このゲームに同梱されていたハガキ（3人まで票を入れられる）とメディアワークスの『電撃G's magazine』誌上での読者によるキャラクター人気投票（ハガキ1枚につき1人まで）をもとに、『Find Love 2』の登場キャラクターが決定された。

#### 関連商品（Find Love）
書籍
- ファインドラブ公式原画＆設定資料集

ジャパン・ミックスより刊行。約1000点におよぶ全キャラクターの原画やセル画、色指定、山田正樹のラフスケッチなどを収録。描きおろしポスター付きとなっている。
- Find Love オフィシャルコンプリートワークス

高橋書店より刊行。オフィシャル攻略本。製作プロデューサーの裏話や『制服王』の著者・竹中清のコラムなども収録されている。付録は5枚のトレーディングカード。
- ファインドラブ～ハートフルラブレター～

蒼竜社より刊行。公式アンソロジーコミック。

### Find Love 2 ～The Prologue～
セガサターン用ソフトとして1998年6月4日に発売。タイトルどおり『Find Love 2 ～Rhapsody～』のプロローグ的内容でファンディスクとなっている。主な登場キャラクターはグランプリの生沢杏子、準グランプリの吉野友美と沢田美奈子の3人。グランプリと準グランプリは『Find Love』に同梱されていたハガキによる購入者の投票数に、『電撃G's magazine』誌上での読者人気投票による投票数を加算して決定された。
オフィシャルファンブックモード
グランプリ授賞式の様子や3人のプライベートデータをみることができる。
ビデオレターモード
3人が自分の子供時代のエピソードを交えながらフルボイスで故郷を紹介する。一部選択肢あり。
テレビフォンモード
3人と1対1でテレビ電話を通じて会話をする。趣味の話や理想の男性像など、会話内容の選択肢あり。
サウンドギャラリーモード
3人のイメージ映像をバックに、彼女たちの歌を聞くことができるモード。プロモーションビデオ風の仕上がりとなっており、生沢杏子の「やわらかい風」、吉野友美の「HAPPY SHAKE」、沢田美奈子の「TERU TERU POSE」の3曲を収録。
ファインドラブ2 予告編モード
『ファインドラブ2 ラプソディ』の「原画設定資料」、「ラフ画設定資料」、生沢ら3人のナレーションにでゲームシステムやストーリーを説明する「予告編ムービー」を収録。

#### 関連商品（Find Love 2 ～The Prologue～）
書籍
- ファインドラブ2 プロローグCG&原画集ex

ジャパン・ミックスより刊行。
音楽CD
- Find Love 2 ～The Prologue～ Original Sound Track

キングレコードより発売。

### Find Love 2 ～Rhapsody～
『制グラ96』vol.1からvol.5のキャラクターを用いた恋愛アドベンチャーゲームの第2作。DAIKIより、セガサターン用ソフトとして1998年11月26日に発売。プロミュージシャンを目指す高校3年生の主人公が父親から夏休み中だけ全国から集まってきた美少女たちが暮らしているという自宅マンションの管理人を頼まれ、恋に夢に向かってチャレンジしていくという内容。
彩香町という架空の街が舞台で、主人公の自宅マンションと通っている彩香高校のほか、遊園地やゲームセンターなど60を超えるプレイスポットがある。また時間の概念が存在し、時間の経過に従って背景や街のマップも変化する。キャラクターグラフィックはすべて描きおろしとなっており、グラフィックの総数は1500枚を超える。
ゲームシステムはプレイヤー自身のパラメーターを上げ、学校やデートスポットのある街でマンションに暮らす女の子と交流を深めていく、というもの。「ミュージシャンになる」という設定からギター関係のパラメーターが設定され、「ギター練習」を行うことで向上させることができ、音楽ゲームの要素もある。女の子との会話では「ドラマチックトークシステム」を採用。これは会話時の主人公の態度を「ワイルド」「ノーマル」「キザ」から選ぶと選んだ態度によって言動が変化するというもので、女の子のリアクションもそれに応じて変化する。
マルチエンディングシステムを採用しており、プレイヤーのミュージシャンとしてのパラメーターや女の子の感情などでエンディングが変化する。ゲーム展開から一番最適なエンディングへの繋ぎ合わせを行う「クロスロードエンディングシステム」を採用している。またゲームセンターに行くと、ミニゲームで前作『Find Love』の新作ジグソーパズルをプレイすることもできる。
『制グラ96』の美少女たちは、主人公の自宅マンションにすむ美少女という設定で登場。登場する女の子は『Find Love 2 ～The Prologue～』で登場した3人に加え、サウスエリアの高橋あゆみ、ノースエリアの浅見純子と本城ありさ、ミドルエリアの小泉瞳、ウエストエリアの有森恵と石田渚と榊原千春の計10人。このうち8人は『電撃G'sマガジン』1998年4月号で発表された『Find Love』と『G'sマガジン』に同梱のハガキによる人気投票での上位8名だが、17位の浅見はプロデューサー推薦枠で選ばれ、15位の有森は『G'sマガジン』の読者投票で10位という結果となっており、G's枠での登場となった。10人の女の子は全員フルボイスで喋る。
ただし10人の内、小泉瞳、本城ありさ、榊原千春はイベント等はあるものの攻略自体は対象外
主題歌は「Find Love’98」で、前作のOPをアレンジしたもの。アニメーションによるオープニングムービーはよしもときんじが担当している。

#### 関連商品（Find Love 2 ～Rhapsody～）
書籍
- ファインドラブ2ラプソディ ビジュアルアルバム

勁文社より刊行。ゲーム中に登場する女の子たちのデータやイラストを掲載しているほか、原画集、公式ファンクラブの空色倶楽部の案内ページも。トレーディングカードガイドなども収録されている。
- ファインドラブ2ラプソディ オフィシャルコンプリートワークス

オフィシャル攻略本。『ファインドラブ』に続いて高橋書店より刊行。
- ファインドラブ2～ハートフルラブレター～

蒼竜社より刊行。公式アンソロジーコミック 。

### CD（Find Love 2 ～Rhapsody～）
- Find Love 2 ～Rhapsody～ Song Calling
- ファインドラブ2ラプソディ ドラマCD パステルハウスでときめいて

ともにキングレコードより発売。『Song Calling』は主題歌「Find Love’98」のほか、各キャラクターのテーマソングなどを収録。
『パステルハウスでときめいて』は吉野友美、小泉瞳、沢田美奈子、生沢杏子、杏子＆美奈子に焦点を当てた5話のショートストーリーを収録。女性キャストは『制グラ96』のキャラクター名義となっている。男性側は声優名が記載されており岡村哲也、中川淳、小西克幸、上田祐司が出演。
Windows 95/98用デスクトップアクセサリー
- ぱすてるBOX ピーチ（1999年4月30日）
- ぱすてるBOX レモン（1999年5月28日）
- ぱすてるBOX ミント（1999年6月18日）

いずれもCD-ROM2枚組でリセアンより発売。企画・制作はエフクリエイティブファクトリー。
主な機能は壁紙、スクリーンセーバー、ロゴチェンジャー、ボイス集、着せ替え壁紙。

### Find Love EX マインドブローイング
1999年7月30日に発売された、Windows 95・98用アダルトアドベンチャーゲーム。設定や世界観はこれまでの作品とは異なっており、『制グラ96』のキャラクターが数年後に役者として演じているイメージとなっている。そのためヒロインの外見は『制グラ96』に準じているが、名前はまったく別のものになっている。

### あらすじ（EX）
1999年の夏、私立探偵の虹崎剣之助は都内の病院で入院していたが、退院の当日に虹崎の担当看護婦である相原葵が行方不明になってしまう。相原は世間で話題となっている「女性連続失踪事件」の被害者になってしまったかと思われたが、半裸の姿で虹崎に発見される。また、虹崎にストーカーの調査を依頼してきた短大生の茶川志穂とその親友である緑川真奈美も、怪事件に巻き込まれてしまう。
虹崎は調査を続けていくうちに、事件の背後に巨大犯罪組織の影を感じとるのだった。

### 登場人物（EX）
- 虹崎 剣之助（にじさき けんのすけ）

ゲームの主人公にしてプレイヤーキャラクター。ある事件をきっかけに刑事を退職してからは、私立探偵として探偵業を営んでいる。
- 相原 葵（あいはら あおい）

虹崎の担当看護婦。ミドルエリアの小泉瞳が演じているという設定。
- 茶川 志穂（さがわ しほ）

短大生。「ストーカーに狙われている」として西崎に捜査を依頼する。ウエストエリアの榊原千春が演じているという設定。
- 緑川 真奈美（みどりかわ まなみ）

喫茶店でウェイトレスをしている。茶川志穂とは親友。ミドルエリアの寺島真理奈が演じているという設定。
- 青山 ナナ（あおやま なな）

虹崎のいきつけの定食屋で働くアルバイトの女の子だが、病気で寝込んでいる店主に代わって店をきりもりしている。 瀬野 貴明（せの　たかあき）という交際相手がいるが、うまくいっていない。
イーストエリアの生沢杏子が演じているという設定。
- 山吹 愛（やまぶき あい）

矢追将人（やおい　まさと）がオーナーを務める、新宿にある花屋の店員。ミドルエリアの伊藤咲が演じているという設定。
- 黒田 鉄平（くろだ てっぺい）

虹崎の刑事時代の先輩。ふとしたことから虹崎と再会するものの、虹崎のことを快く思っていないので冷たく接する。
- 白山 康行（しろやま やすゆき）

黒田の部下。人当たりがいいことから、冷たい態度をとる黒田のフォロー役となることもしばしば。

### この胸の中生きて… Find Love EX2
『制グラ96』とは異なる設定のWindows 95・98用アダルトゲーム第2弾。舞台は195X年。連合国軍に無条件降伏し分割統治される日本で、レジスタンス活動に身を投じた主人公と極秘軍事計画にかかわるヒロインとの物語を描く。本作も『制グラ96』のキャラクターが数年後に役者として演じているという設定で、パッケージ裏にある女性キャラクターのキャスト表記は『制グラ96』のキャラクター名義となっている。
700枚以上のグラフィックを収録しているほか、声を録音することでプレイヤーがドラマに参加できる「アフレコシステム」を搭載している。

#### あらすじ（EX2）
194X年、日本は連合国により5回にわたる原子爆弾の投下を受け、無条件降伏を余儀なくされた。結果として日本は関東・中部・関西を残して、あとは連合国軍による分割統治となった。連合国軍のアメリカ占領下の地域は、第52番目の州「ファーイーストフロンティア」としてFEHQ（フェック、Far East Head Quarters）による独自の占領政策が行われ、反乱分子となる者に対し徹底した弾圧を行っていた。一方でFEHQはAMP(アドバンスドマシナリープロジェクト)という軍事計画を秘密裏に進めていた。これは度重なる性的実験を行う過程でサイキック能力を高めていくというものであり、その被験体である瑠璃子は高いサイキック能力を獲得していた。
復興を遂げつつあった195X年、主人公・坂本龍之介はオオムタの炭坑で強制労働を強いられていたところをレジスタンスに救出されるが、彼の親友はFEHQにより殺され、レジスタンスと共にFEHQと戦うこととなる。そして龍之介は、FEHQの研究施設のあるハカタで被験体・瑠璃子と出会うのだった。

#### 登場人物（EX2）
- 坂本 龍之介（さかもと りゅうのすけ）

本作の主人公にしてプレイヤーキャラクター。炭坑で強制労働の身だったがレジスタンスに助けられ、彼らのレジスタンス活動に加わることとなる。
- 瑠璃子（るりこ）

AMPの被験体で、高いサイキック能力を持つ少女。フィーリングを大切にしていて、善悪を見抜く力も人一倍強い。
イーストエリアの生沢杏子が演じているという設定。
- 百瀬 晶（ももせ あきら）

レジスタンスのメンバー。全て自分で抱え込もうとするところがある。人を信じやすく騙されやすいのが長所にも短所にもなっている。
ウエストエリアの沢田美奈子が演じているという設定。
- 紺野 美佐（こんの みさ）

レジスタンスの副隊長。切れ者で隊長の黒岩鉄二を慕い、終戦から今日まで行動を共にしてきた。
サウスエリアの秋山夕子が演じているという設定。
- 土屋 睦美（つちや むつみ）

レジスタンスのメンバーとして、黒岩にスカウトされた。メカニックを担当する。
イーストエリアの滝口祥子が演じているという設定。
- チャコ

レジスタンスの運び屋で、うどん屋もやっている。亡くなった彼女の父もレジスタンスのメンバーであり、黒岩はかつて彼の部下だった。
ノースエリアの吉野友美が演じているという設定。
- 水野 晴美（みずの はるみ）

レジスタンスのメンバー。上官のミック・アンセムを慕い、彼の理念のために戦う。
ミドルエリアの小泉瞳が演じているという設定。
- パープル・ヘイデン

FEHQ極東支部の女性幹部。野心家であり、AMPの成果と利益の独占をたくらむ。
ウエストエリアの石田渚が演じているという設定。

#### 主題歌（EX2）
- EDテーマ「この胸の中生きて…」
  - 歌・作詞・作曲：生沢杏子／編曲：岩崎健一郎